# Nyctinomops macrotis
Espèce
Statut de conservation UICN

 LC  : Préoccupation mineure
Nyctinomops macrotis, le Grand molosse, est une espèce de chauves-souris de la famille des Molossidae.

Carte de répartition. Les étoiles aux États-Unis représentent des observations au-delà de la répartition habituelle. Les points d'interrogation en Amérique centrale indiquent la présence probable mais non confirmée.